# Secta dels assassins
Per al musical de Stephen Sondheim, veure Assassins (musical)
La secta dels assassins va ser un moviment politicoreligiós de musulmans xiïtes ismaïlites, de la secta nizarita, i actiu entre els segles viii i xiv, especialitzat a terroritzar la dinastia abbàssida mitjançant l'assassinat polític. El seu nom real era ad-dawa al-jadida (àrab: الدعوة الجديدة, ad-daʿwa al-jadīda, 'la nova doctrina') i s'autodenominaven fedaïns, de l'àrab, fidaí, que significa 'un que està disposat a sacrificar la seva vida per una causa'. El mot assassí té el seu origen en els seus enemics, amb connotacions despectives. Els musulmans que li eren contemporanis eren extremadament suspicaços amb els assassins, i de fet eren descrits amb una terminologia (batini) que suggeria que només eren musulmans nominalment. Aquest distanciament religiós els veuria, eventualment, anar tan lluny com per aliar-se amb els cristians occidentals (croats) contra els musulmans en nombroses ocasions. Fins i tot, hi ha qui sosté que intentaren negociar la seva conversió al cristianisme amb Amalric I de Jerusalem, però que acabaren frustrats per les maquinacions dels templers, suposadament amb l'objectiu de rebre exempcions per als onerosos imposts que els no-cristians havien de pagar a Terra Santa. La seva connexió amb el corrent principal de l'islam era tangencial en el millor dels casos.
La secta orientà l'assassinat sistemàtic bàsicament contra els dirigents seljúcides que els perseguien. Eren molt meticulosos en matar només el seu objectiu, evitant al màxim la pèrdua de vides innocents, però cometien els seus actes en públic, especialment a mesquites després de l'oració dels divendres, assegurant així el manteniment de la seva reputació de terror. Habitualment s'aproximaven a les seves víctimes disfressats, utilitzant com a arma una daga, mai verí o altres armes que permetessin a l'atacant escapar. Però cal destacar que sota cap circumstància se suïcidaven, preferint ser ajusticiats pels seus captors.

## Etimologia de la paraulaassassí
Majoritàriament es creu que el nom assassí és una mutació de haxxaxín (de l'àrab حشّاشين, ḥaxxāxīn, 'consumidors d'haixix'). Aquesta interpretació és molt qüestionada en l'actualitat, ja que prové de la crònica de Marco Polo sobre la seva visita a Alamut l'any 1273, en la qual descriu una droga amb efectes més semblants a l'alcohol que a l'haixix. Alguns autors suggereixen que assassí simplement significa 'seguidor de Hasan', en referència a Hasan ibn Sabbah al-Razi, xeic d'Alamut. D'altres, simplement pensen que, com els consumidors d'haixix eren marginats durant l'edat mitjana, la paraula haxxaxín es convertí en sinònim de 'fora de la llei'. Així que l'atribució que es fa d'aquesta paraula a la secta ismaïlita de Hasan no és necessàriament un indici sobre l'ús de drogues.
Algunes descripcions habituals sobre la seva connexió amb l'haixix és a causa de la creença errònia que aquests assassins prenien aquesta droga per a calmar-se abans de les seves missions; d'altres diuen que per a multiplicar les seves forces, convertint-los en guerrers bojos. També es menciona a altres versions que era utilitzat per als seus rituals iniciàtics, per tal de mostrar als novençans la sensualitat i els plaers que els esperen a l'altre món.
- «Molts arabistes han pogut demostrar de forma bastant convincent que l'atribució de l'epítet consumidors d'haixix prové d'un nom poc apropiat agafat dels enemics dels ismaïlites, i que mai no fou utilitzat pels cronistes musulmans. Per això, era utilitzat en un sentit pejoratiu d'enemic i gent de mala reputació. Aquest sentit de la paraula ha sobreviscut fins a l'actualitat, amb l'ús vulgar a l'Egipte del terme haššāšīn durant els anys 30 com a sinònim de sorollós o descontrolat. És poc probable que l'auster Hasan ibn Sabbah al-Razi consentís el consum de drogues».
- «No existeix cap menció d'aquesta droga (haixix) en connexió amb els assassins perses - especialment a la biblioteca d'Alamut (els arxius secrets)»

(Edward Burman, The Assassins - Holy Killers of Islam.)
- Amin Maalouf, en el seu llibre Samarcanda, on explica l'origen de la secta així com la vida de Hassan-i-Sabah, cita la manera en què, als segles xi-xiii, els seguidors de la secta Nazarita (xiïtes ismaelites) es referien per a anomenar els guerrers d'Alamut, la ciutat-fortalesa on vivia i governava Hassan-i-Sabah, líder de la secta: Al-Assas voldria dir 'base', o lloc d'on procedeixen les operacions, i al-Assasin voldria dir 'els que són a la base' o 'els que venen de la base'.

El terme català assassí prové del francès assassin. La forma catalana primitiva, que ve directament de l'aràbic, és axixi.

## Història dels assassins
Tot i que aparentment ja eren coneguts al segle viii, la fundació de la secta dels assassins és situada comunament l'any 1090, quan Hasan ibn Sabbah al-Razi estableix el seu baluard a Alamut, a les muntanyes al sud de la mar Càspia. Emigrant iemenita i xiïta ismaïlita, Hasan es marca com a objectiu la destrucció del Califat Abbàssida assassinant als seus membres més destacats. La major part del coneixement occidental sobre els assassins prové de Marco Polo, que suposadament va visitar Alamut l'any 1273, cosa que es considera generalment un mite, ja que la fortalesa fou destruïda pels mongols el 1256.
Benjamin de Tudela, jueu castellà que hi va viatjar un centenar d'anys abans que Marco Polo, menciona els al haššāšīn i el seu líder com a «l'home vell» (traducció literal de xeic), tot i que indica que la seva ciutat principal era Kadmus.
El grup va inspirar un terror desproporcionat respecte al seu nombre i territori limitats. Els membres eren organitzats dins unes rígides classes, depenent del seu grau d'iniciació als secrets de la secta. Els seus devots constituïen una classe que cercava el martiri i seguia les ordres amb devoció inqüestionable, ordres que incloïen l'assassinat. Degut a la naturalesa secreta de l'organització, aquesta fou esmentada a nombroses teories conspiratives.
La majoria de les víctimes dels assassins foren musulmans sunnites, algunes de les quals ocupaven càrrecs extremadament alts, com és el cas de Nizam-ul-Mulk. És conegut que Saladí, indignat per la gran quantitat d'intents d'assassinat contra ell que quasi aconsegueixen el seu objectiu, va assetjar la seva plaça forta a Síria, Masjaf, durant la reconquesta del 1176, però que va aixecar el setge després de negociar, i des d'aquell moment intentà mantenir bones relacions amb la secta. La versió donada pels assassins fou que el xeic en persona va arribar a colar-se a la tenda de Saladí, deixant un pastís enverinat amb una nota dient «Estàs a les nostres mans» mentre dormia. Una altra versió parla d'una carta enviada al seu oncle matern, jurant la mort a la totalitat de la dinastia aiúbida. Sigui com sigui, el fet és que Saladí va fer cas de les advertències i desistí.
Els cristians quedaren generalment fora de les ambicions dels assassins; no fou fins a mitjan segle xii que realment sentiren parlar d'ells, i això que Raimon II de Trípoli i Conrad I de Montferrat, rei de Jerusalem, en varen ser víctimes, i Eduard d'Anglaterra gairebé perd la vida a les seves mans. És possible que els assassins de Conrad fossin pagats per Ricard Cor de Lleó.
El poder dels assassins va ser destruït pel senyor de la guerra mongol Hülegü. Durant el setge se'n va destruir la biblioteca, així com la base del seu poder. Com que els seus propis arxius foren destruïts la major part de les fonts sobre ells venen dels cronistes àrabs de l'època.

## Metodologia
Tot i que la llegenda afirma que Hasan ibn Sabbah, líder original dels ismaïlites nizarites, feia servir haixix per a concedir als seus seguidors visions del paradís, és altament improbable, ja que l'ús i els efectes d'aquesta droga eren ben coneguts en aquella època, i objecte de nombrosos sermons dels imams a les mesquites. Marco Polo, que va viatjar per la zona, en dona una versió similar:
| « | Als reclutes se'ls prometia el paradís a canvi d'una mort en acció. Eren drogats, sovint amb substàncies similars a l'haixix (alguns també proposen opi i vi), i apareixien a un jardí amb gran quantitat de dones (hurís) i fonts amb vi. En aquell moment els despertaven i els explicaven que la seva recompensa per la mort era quelcom com això, i els convencien que el seu líder, Hasan ibn Sabbah, podia obrir les portes del paradís. | » |

Al començament, Hasan no era partidari d'utilitzar individus drogats i segrestats, ja que el seu fonamentalisme el prevenia d'utilitzar qualsevol tipus de droga, o de convertir infidels en màrtirs. Però a mesura que el poder ismaelita creixia, i nombroses fortaleses i els seus poblats quedaven sota el seu domini, es pensa que Hasan i els seus seguidors començaren a reclutar i entrenar assassins des del seu naixement.

## Paral·lelismes moderns
Alguns analistes comparen la històrica secta dels assassins amb Al-Qaida, indicant la similitud a les tàctiques de terror i assassinat polític, la promesa d'arribar al paradís, així com un culte místic al voltant d'Osama bin Laden. Al-Qaida també és una societat secreta, amb líders que s'amaguen a les muntanyes. El martiri també és una peça clau de la tàctica d'Al-Qaida.

## Influència a la literatura
- Els assassins figuren a diverses novel·les de William S. Burroughs.
- La història dels assassins apareix àmpliament a la trama de la novel·la de Peter Berling Els fills del Greal.
- La metodologia dels assassins, descrita per Marco Polo apareix a les novel·les d'Umberto Eco Baudolino i El pèndol de Foucault.
- La vida d'Hassan-i-Sabah i l'origen de la secta, així com la història de la vida d'Omar Khayyam (famós poeta, filòsof, matemàtic i astrònom persa coetani de Hassan-i-Sabah) i les seves Ruba'iyyat (versos) queden descrits al llibre d'Amin Maalouf Samarcanda.
- La novel·la Alamut de Vladimir Bartol està dedicada als assassins.

## Cultura popular
Els assassins són protagonistes de la sèrie de videojocs Assassin's Creed. En ella, el jugador pren el rol d'un assassí en diferents èpoques històriques (la primera entrega del joc és en temps de la Tercera Croada, mentre que la segona entrega està ambientada a la Itàlia renaixentista). S'hi narra la guerra entre assassins i templers que, segons sembla, es remunta fins a l'antiguitat i encara dura en l'actualitat. Hi podem trobar, en totes dues entregues, successos i personatges històrics: Ricard d'Anglaterra, Nicolau Maquiavel, Leonardo Da Vinci, el papa Alexandre VI… molts d'ells, com Maquiavel i Alexandre VI, resultant ser assassins i templers respectivament.